# Kissed by the Misanthrope
Kissed by the Misanthrope är Nines andra studioalbum, utgivet av Burning Heart Records dotterbolag Sidekicks Records 1998. Skivan utgavs på vinyl i samarbete med Bridge of Compassion Records.

## Låtlista[1]
1. "Damnation"
2. "Nice to Get Aquainted"
3. "Getting It Out"
4. "This Have to Be My Masterpiece"
5. "Misanthropic"
6. "Who Threw This Lump to Swallow"
7. "The Lecture"
8. "Futureshock"
9. "Making Way..."
10. "990 II Series"

## Personal[1]
- Benjamin Vallé - gitarr
- Demon Castensson - bakgrundssång (5)
- Erik "Ekan" Ohlsson - fotografi
- Johan Lindqvist - sång
- Karl - layout
- Mathias Färm - inspelningstekniker
- Mieszko Talarczyk - inspelningstekniker, producent
- Oskar Eriksson - bas
- Peter in de Betou - mastering
- Tor Castensson - trummor, slagverk